# Détroit de Bangka

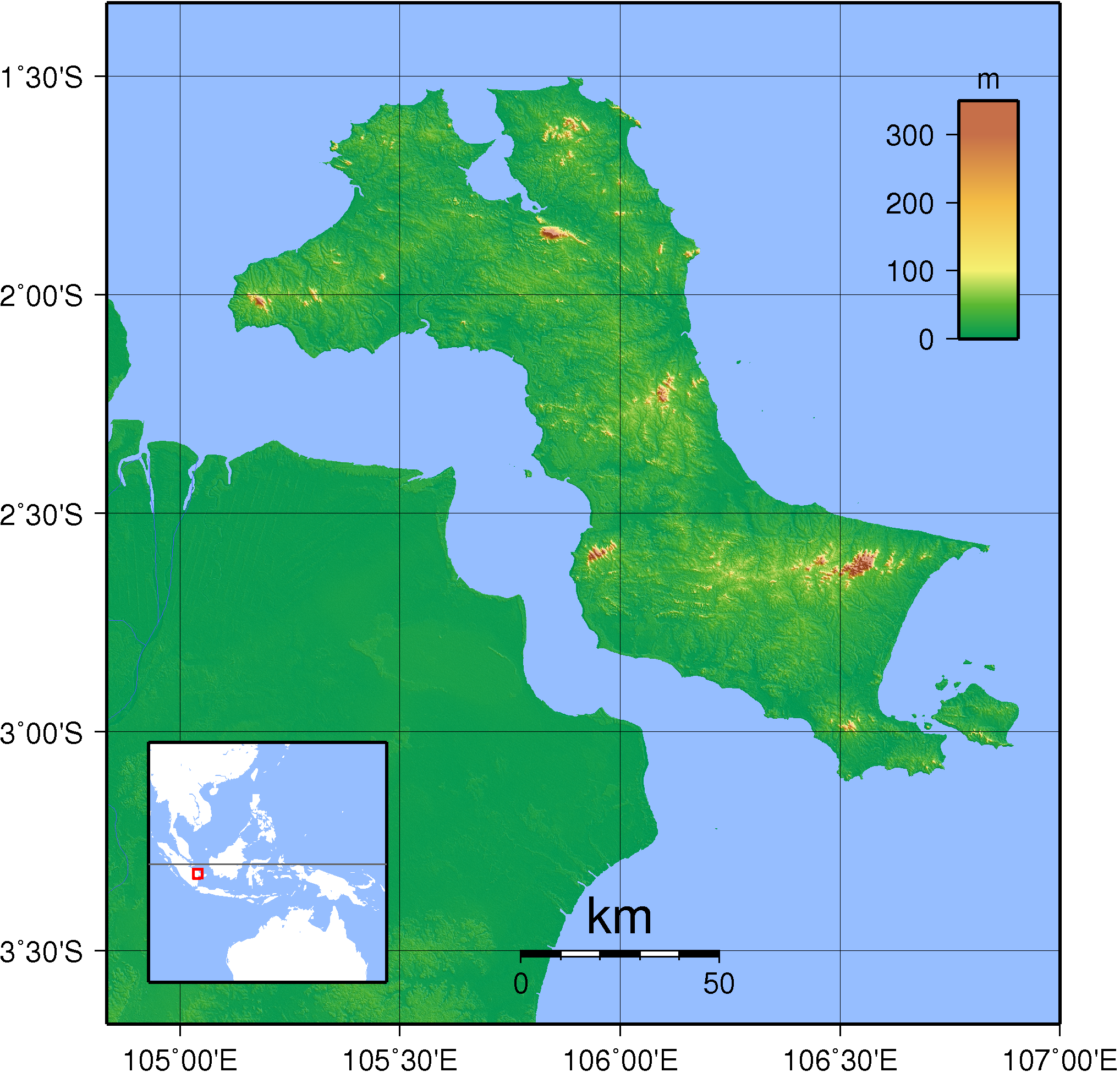
Carte du détroit de Bangka.

Le détroit de Bangka est un détroit situé majoritairement au nord en mer de Chine méridionale et comportant une partie sud en mer de Java. Il sépare l'île de Sumatra de l'île de Bangka (en indonésien : Pulau Banka) en Indonésie sur une distance d'environ 180 kilomètres et pour une largeur variant de 11 à 27 kilomètres.